# Sipirok Baru
Sipirok Baru is een bestuurslaag in het regentschap Padang Lawas van de provincie Noord-Sumatra, Indonesië. Sipirok Baru telt 147 inwoners (volkstelling 2010).